# Emergencia (filosofía)

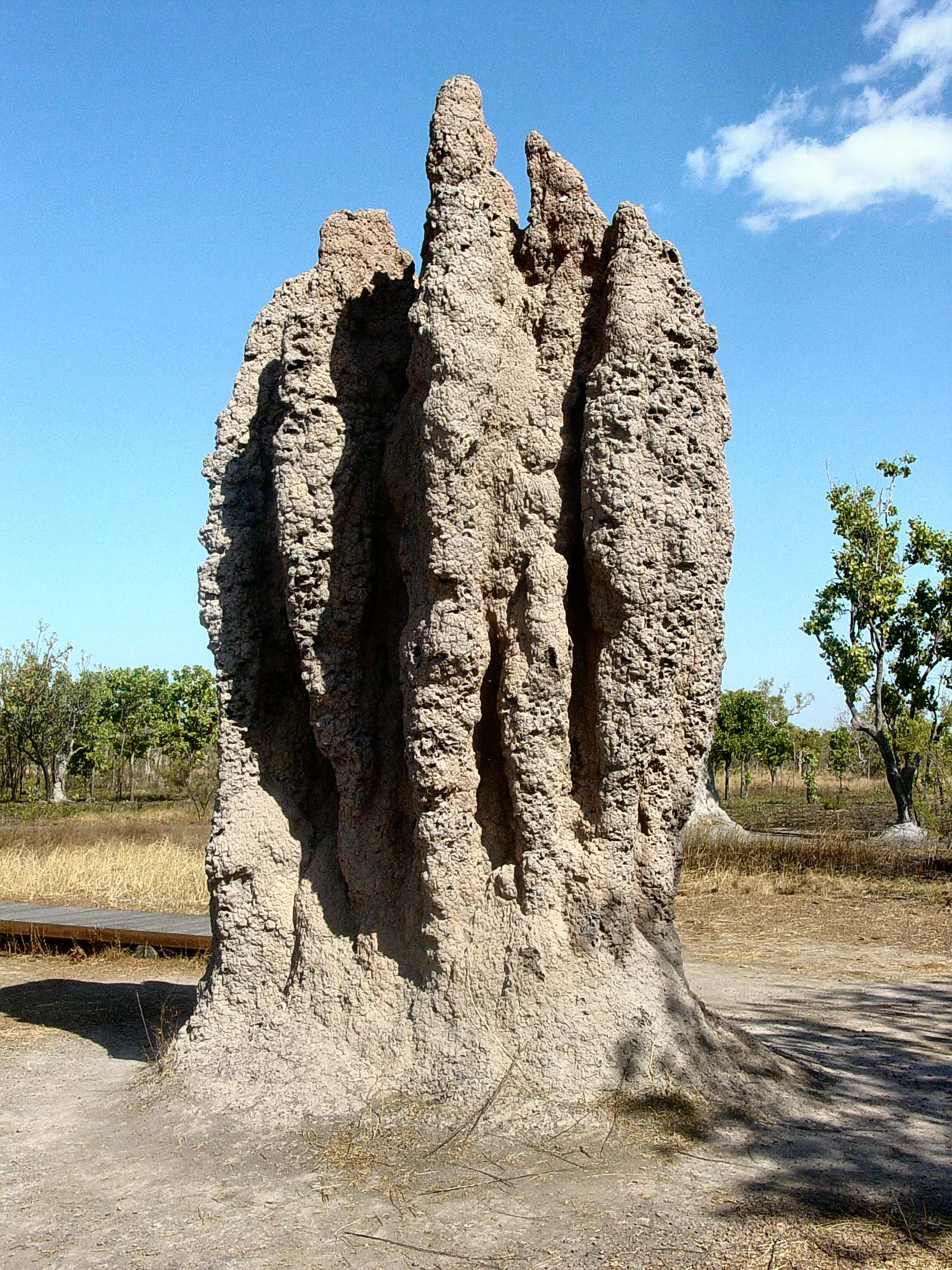
«Catedral» producida por una colonia de termitas. Según el emergentismo esta «catedral» no puede ser reducida a la suma de las aportaciones individuales de las termitas, ni puede predecirse su forma a partir de las propiedades conductuales de las termitas individuales.

La emergencia o el surgimiento hace referencia a aquellas propiedades o procesos de un sistema no reducibles a las propiedades o procesos de sus partes constituyentes. El concepto de emergencia se relaciona estrechamente con los conceptos de autoorganización y superveniencia, y se define en oposición a los conceptos de reduccionismo y dualismo, defendiendo que «el todo es más que la suma de las partes».
La mente, por ejemplo, es considerada por muchos como un fenómeno emergente, ya que surge de la interacción distribuida entre diversos procesos neuronales (incluyendo también algunos corporales y del entorno) sin que pueda reducirse a ninguno de los componentes que participan en el proceso (ninguna de las neuronas por separado es consciente).
El concepto de emergencia es muy discutido en ciencia y filosofía debido a su importancia para la fundamentación de las ciencias y las posibilidades de reducción entre las mismas. Resulta igualmente crucial dadas las consecuencias e implicaciones que tiene para la percepción misma del ser humano y su lugar en la naturaleza (los conceptos de libre albedrío, responsabilidad o consciencia dependen, en gran medida, de la posibilidad de la emergencia). El concepto de emergencia ha adquirido renovada fuerza a raíz del auge de las ciencias de la complejidad y desempeña un papel fundamental en la filosofía de sistemas, la filosofía de la mente y la filosofía de la biología.

## Historia
Si bien el emergentismo como postura filosófica presenta innumerables antecedentes históricos, no será hasta finales del siglo XIX y comienzos del siglo XX cuando el concepto de emergencia se desarrolle explícitamente como tal, dando lugar a un prolongado y sofisticado debate filosófico. El origen de este debate se lo debemos a la polémica entre los vitalistas y los mecanicistas (Emmeche, Koppe y Stjernfelt, 1997) en la definición y caracterización de los fenómenos vivos, en el contexto del desarrollo de las ciencias químicas y la mecánica clásica. Los emergentistas se oponen tanto a los vitalistas como a los mecanicistas; frente al vitalismo, niegan la existencia de sustancias, fuerzas o entidades de carácter sobrenatural como el élan vital; frente al mecanicismo, se oponen a la reducción de las propiedades de lo viviente a meros procesos químicos y mecánicos. «El todo», argumentan, «es más que la suma de las partes».

### John Stuart Mill y la distinción entre leyes homopáticas y heteropáticas

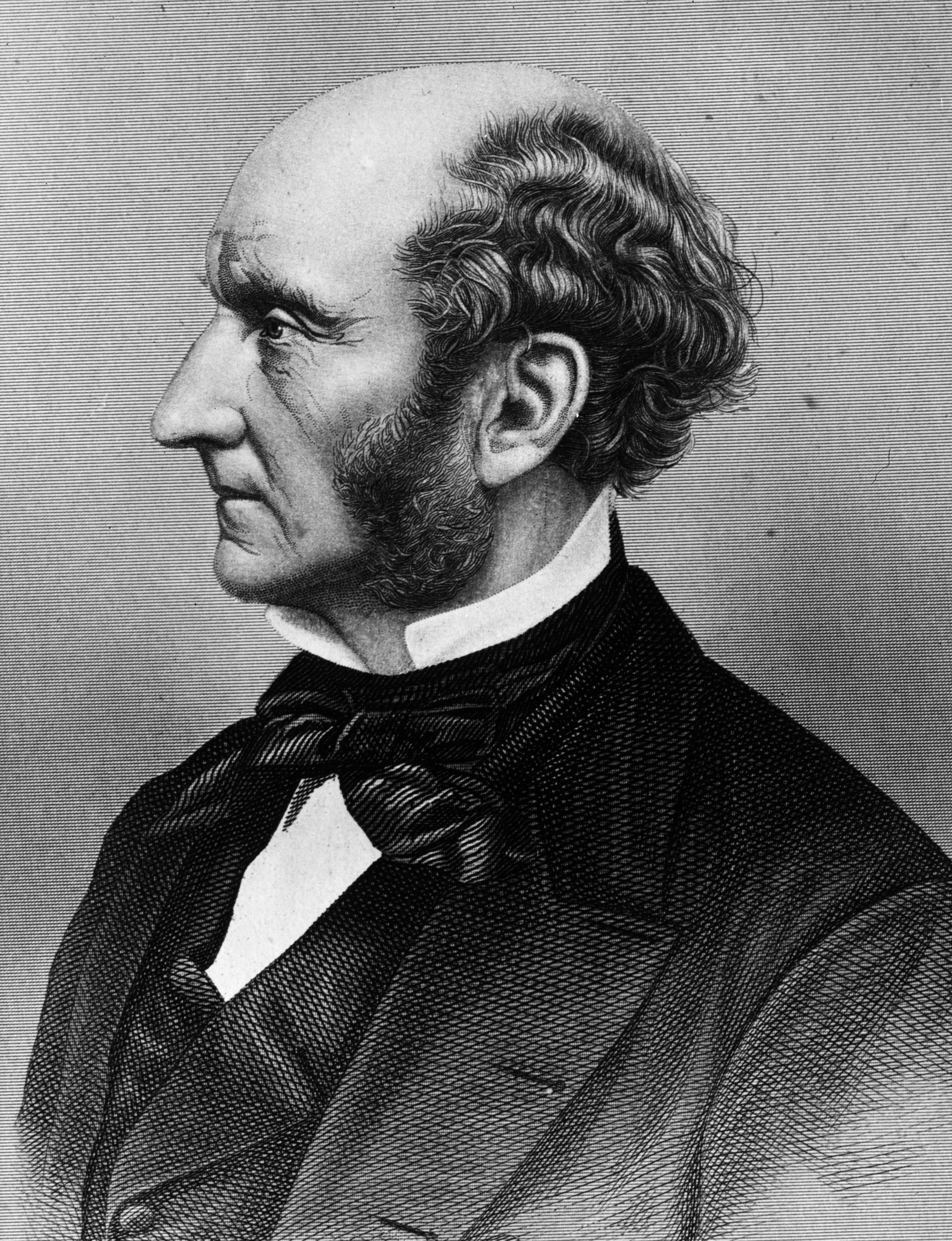
John Stuart Mill (1806-1873) desarrolló la idea de las leyes heteropáticas que no cumplen el principio de composición de causas generando así nuevas propiedades no reducibles a sus componentes. Un alumno de Mill acuñó por primera vez el término emergencia para referirse a los efectos de las leyes heteropáticas.

John Stuart Mill esbozó su versión del emergentismo en su obra A system of Logic (1843), donde estableció la distinción entre leyes homopáticas y heteropáticas:
- Las leyes homopáticas siguen el principio de composición de causas que dicta que el efecto conjunto de varias causas es igual a la suma de sus efectos por separado. Este principio se cumple en la mecánica clásica, por ejemplo, en el efecto conjunto de diversas fuerzas actuando sobre el mismo cuerpo. No todas las leyes naturales siguen este principio.

- Las leyes heteropáticas no cumplen el principio de la composición de causas. El ejemplo paradigmático al que alude Mill es el de las reacciones químicas. En este campo las propiedades del compuesto resultante no pueden formularse como la suma de las propiedades de los compuestos reactivos; por ejemplo: el agua tiene propiedades que no pueden reducirse a la suma de las propiedades del oxígeno y el hidrógeno.

Sería un alumno suyo, George Henry Lewes, quien por primera vez acuñaría el término emergente para referirse, precisamente, a los efectos heteropáticos. La distinción entre propiedades últimas y propiedades derivadas (de gran importancia en el debate posterior sobre la emergencia) también se la debemos a Mill. Las propiedades últimas son características de las sustancias elementales y no pueden derivarse de otras, mientras que las propiedades derivadas pueden, como su nombre indica, derivarse de las primeras.
Algunos críticos creen que la fisicoquímica moderna ha demostrado que a estas reacciones se les pueden dar explicaciones reduccionistas satisfactorias. Por ejemplo, Paul Dirac ha afirmado que toda la química está, en principio, contenida en la ecuación de Schrödinger.

### Emergentismo británico
En 1920 surge la corriente de los emergentistas británicos, que sientan las bases del debate moderno (McLaughlin, 1992). Entre ellos destacan Samuel Alexander (Space, Time and Deity, 1922), C. Lloyd Morgan (Emergent Evolution, 1923) y Charlie Dunbar Broad (The Mind and its Place in Nature, 1925). En esta última obra, Broad plantea el problema de la reducción, no solo de algunas propiedades especialmente controvertidas (como la vida o la mente), sino de las propias disciplinas científicas entre sí. El concepto de emergencia se enmarca en el debate sobre la posibilidad de la reducción de la psicología a la biología, de la biología a la química, y de ésta, finalmente, a la ciencia más fundamental, la física. Broad defiende que solo hay dos opciones coherentes para el científico: el mecanicismo o el emergentismo. Para Broad, el mecanicismo concibe solo un tipo de materia (o elemento constitutivo de la realidad) y una sola ley de composición de relación entre estos componentes y sus agregaciones de niveles superiores. Esto permite una reducción progresiva de unas ciencias a otras. Para el mecanicismo, por tanto, todas las ciencias son estudios de casos particulares de la física, ciencia última y universal cuyas leyes definen la unidad ontológica de toda realidad. El emergentista, en cambio, aunque coincide en la existencia de una última y única sustancia física, considera que esta materia se organiza en niveles caracterizados por propiedades específicas no reducibles a los niveles inferiores. Más concretamente, para Broad, una propiedad de una estructura E es emergente si y solo si no puede ser deducida del conocimiento más completo posible de las propiedades de sus compuestos tomados aisladamente o integrados en otros sistemas diferentes a E:

En términos abstractos la teoría de la emergencia afirma que hay unidades holistas (wholes), compuestos (digamos) de los constituyentes A, B y C, en un relación R entre ellos; que toda unidad holista compuesta de constituyentes del mismo tipo que A, B y C en relación del mismo tipo R poseen propiedades características; que A, B y C pueden ocurrir en otros tipos de complejos en los que la relación no es del mismo tipo que R; y que las propiedades características de la unidad holista R(A, B, C) no puede, ni siquiera en principio, ser deducida del conocimiento más completo de las propiedades de A, B y C aisladamente o en otras unidades holistas que no sean de la forma R(A, B, C).
Broad, 1925, p. 61

Esta definición marcará el debate posterior sobre la emergencia y la noción de ley emergente: «De acuerdo con Broad, la ley que conecta la propiedad emergente de una estructura con las propiedades de los componentes de esa estructura, es una ley única, última e irreducible» (Eronen, 2004: 16).

### Caída del emergentismo en los años 30 y su resurgimiento

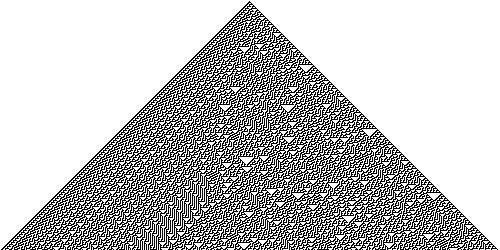
Evolución del patrón de un autómata celular generado mediante la «regla 30», de Stephen Wolfram. En los años 90 muchos investigadores en las ciencias de la complejidad ofrecieron sus propias definiciones formales de emergencia y complejidad trabajando con autómatas celulares (Baas, 1994; Crutchfield, 1997) creando un renovado interés en el concepto.

A pesar del auge de los emergentistas británicos durante los años 20 el concepto fue perdiendo fuerza en la década de los 30 debido, según McLaughlin (1992), al desarrollo de la mecánica cuántica (que permitía dar razón de las reacciones químicas en términos subatómicos) y, posteriormente, de la biología molecular (que prometía dar cuenta de los fenómenos vivos en términos de sus componentes moleculares). Otro factor determinante para la caída del emergentismo, según Kim (1999), es la influencia del positivismo lógico en filosofía y en psicología. El marcado carácter reduccionista y anti-metafísico de esta escuela filosófica buscaba eliminar toda referencia a conceptos metafísicos. Un ejemplo palpable es el del reduccionismo conductista que evita hacer alusión a términos mentalistas que no sean directamente definibles en términos conductuales. Sin embargo, durante los años 70 y 80, el emergentismo volvió a renacer de la mano de posturas filosóficamente más sofisticadas en relación con el problema mente-cuerpo y la fundamentación de la psicología (en concreto el funcionalismo) que desbancaron al fisicalismo reduccionista que defendían algunos positivistas lógicos. También el auge de las ciencias de la complejidad (vida artificial, biología de sistemas, teoría del caos, etc.) y las simulaciones por ordenador de propiedades sistémicas han dado lugar a un nuevo interés por el término.

## Características del emergentismo

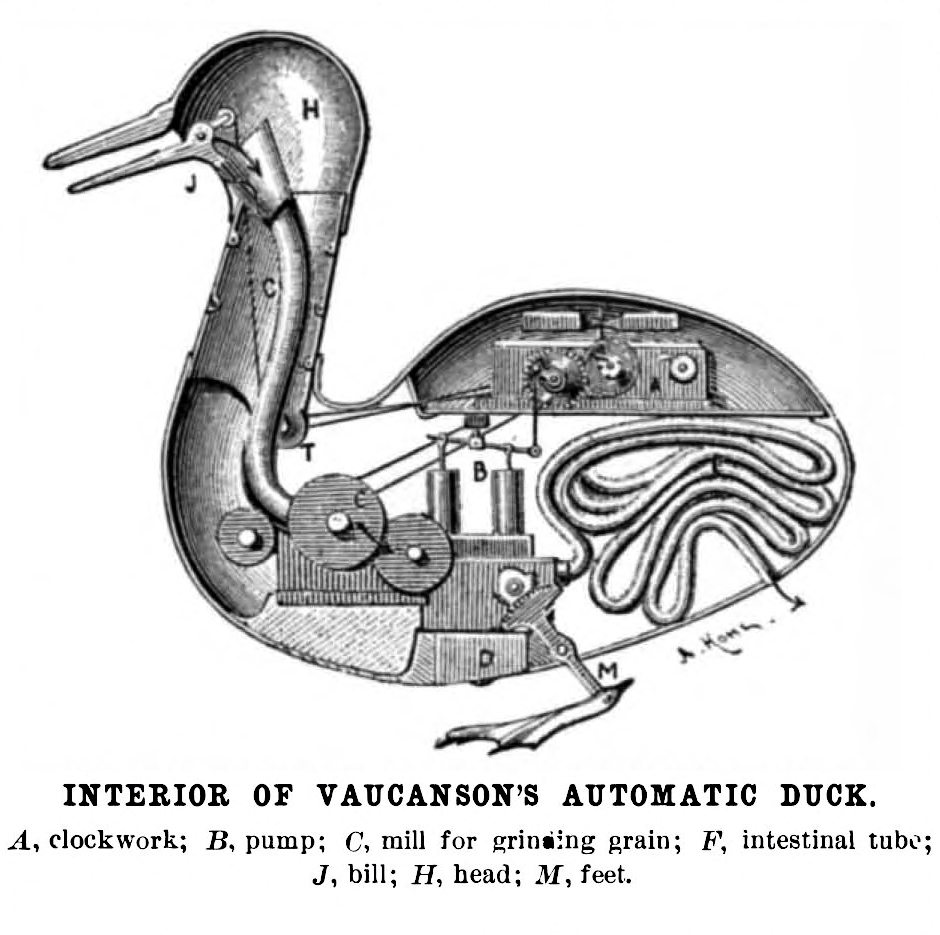
El emergentismo se opone al reduccionismo cuya versión mecanicista defiende que la organización biológica es esencialmente de carácter mecánico y cualitativamente similar a la de los autómatas y mecanismos construidos por el ser humano.

El concepto de emergencia puede implicar aspectos tan variados como la naturaleza cuántica de los procesos físicos, la capacidad de generar modelos simulados por ordenador, la relación entre la perspectiva fenomenológica (subjetiva) y fenoménica (objetiva) de la realidad o propiedades matemáticas como el caos. Además, el concepto se aplica a ámbitos del conocimiento tan diferentes como la psicología o la termodinámica. La diversidad de teorías de la emergencia y sus aplicaciones es, por tanto, enorme y difícil de sintetizar. Podemos, sin embargo, profundizar en el concepto de emergencia resaltando ciertas características comunes a las diversas posturas emergentistas y distinguiendo diversos tipos de emergencia.

### Naturalismo antirreduccionista
Una característica común a todas las posturas emergentistas es una combinación de naturalismo y antirreduccionismo: de acuerdo con el naturalismo, no existen sustancias sobrenaturales o especiales que no puedan explicarse científicamente; de acuerdo con el antirreduccionismo, existen propiedades de nivel superior que no pueden reducirse a las del nivel inferior. Compaginar ambas posturas es una de las mayores dificultades del emergentismo. Dependiendo del concepto de reducción y de sustancia o componente natural, se definirán unas u otras formas de emergentismo. Por ejemplo, el filósofo y científico Mario Bunge (1977), se considera a sí mismo emergentista en oposición a la reducción por separación de componentes (al modo de un ingeniero mecánico) y define como emergente toda propiedad sistémica de carácter holista. Sin embargo, según algunas concepciones del reduccionismo, como la de Nagel (1960), Bunge no sería un emergentista, sino un reduccionista ya que, a pesar de invocar la naturaleza holista de algunas propiedades, éstas serían, en última instancia, redefinibles en términos de una teoría más general (p. ej. la física).

### Autoorganización y emergencia: niveles micro y macro

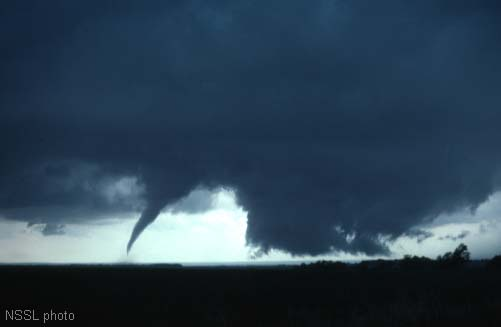
Algunos autores consideran que los sistemas autoorganizados (como un tornado) son ejemplos paradigmáticos de fenómenos emergentes. Se distingue entre el nivel micro (compuesto en el caso del tornado por las moléculas de aire) y el nivel macro (constituido por el vórtice que forma el tornado).

El emergentismo diferencia entre los niveles micro y macro en un proceso autoorganizado. Se considera que de las interacciones locales entre los componentes de una red (nivel micro) emerge una estructura o patrón global (nivel macro). Por ejemplo un huracán puede considerarse un proceso emergente (el nivel micro está constituido por las moléculas de aire en movimiento y el nivel macro por el patrón en espiral que observamos).
En relación con el reduccionismo, cabe destacar que gran parte de la literatura sobre la emergencia está relacionada con las propiedades no lineales de los sistemas autoorganizados. En concreto, algunos tipos de redes, cuyos componentes interactúan de forma no lineal, resultan analíticamente intratables. Las ecuaciones diferenciales que rigen su comportamiento no se pueden resolver analíticamente y calcular el cambio de una variable en el sistema exige calcular el cambio simultáneo en las demás variables. Por tanto, cualquier transición de microestados requiere hacer referencia a todo el sistema, dando lugar a un holismo irreductible. Por este motivo, los sistemas complejos no están sujetos a una reducción localizacionista (Bechtel y Richardson, 1993) y sus propiedades suelen considerarse emergentes. Las simulaciones por ordenador (que hacen uso del cálculo numérico para realizar un estudio cualitativo del comportamiento) se utilizan para «naturalizar» estos sistemas y estudiarlos científicamente sin reducirlos a agregados de sus componentes.

### Novedad e impredecibilidad
Los fenómenos emergentes están generalmente asociados a la novedad o la sorpresa y a la impredecibilidad de su aparición dado un estado previo. Sin embargo, para muchos autores (p.e. Collier y Muller, 1999), la novedad o la impredecibilidad supone un criterio demasiado débil para la emergencia. Que algo sea novedoso o impredecible es una propiedad relacional entre el observador y el fenómeno observado (algo puede resultar novedoso la primera vez pero absolutamente predecible después de familiarizarse con el fenómeno). Además, según se vaya estudiando la naturaleza de los procesos emergentes y se vayan clasificando, la impredecibilidad, argumentan, dejará de ser un factor determinante de la noción de emergencia. Por otro lado, podemos entender la impredecibilidad a través de la teoría del caos determinista. En este caso, un sistema puede pasar por estados caóticos pero también por otros no caóticos y fácilmente predecibles, lo que haría que el mismo sistema fuera emergente y no-emergente dependiendo del momento en que se encuentre. Por tanto, y en relación con la impredecibilidad, lo importante para una caracterización adecuada de la emergencia es la impredecibilidad en principio (es decir, independiente de la falta de conocimientos previos o de la falta de capacidad de cálculo del observador) y antes de que suceda por primera vez (Stephan, 1999a).

## Tipos de emergentismo

### Emergencia débil y fuerte
El término emergencia se ha utilizado para describir fenómenos muy diversos que, en muchos casos, no pueden considerarse estrictamente emergentes (lo son solo en apariencia o bien en relación con una teoría considerada incompleta). Para distinguir ambos tipos de fenómenos se han acuñado los términos de emergencia débil y emergencia fuerte:
Emergencia débilSe habla de emergencia débil cuando existen propiedades que son identificadas como emergentes por un observador externo pero que pueden explicarse a partir de las propiedades de los constituyentes primarios del sistema. Es el caso de la cristalización de las moléculas de agua: las cualidades del cristal no pertenecen ni al hidrógeno ni al oxígeno, pero pueden explicarse y predecirse a partir de ellos. En muchos casos, a los fenómenos de emergencia débil se los denomina epifenómenos, ya que se consideran una construcción lógica del observador que no tiene consecuencias causales en la realidad (por encima de las que pueden explicarse en relación con sus componentes). El ejemplo del tornado (mencionado anteriormente) sería considerado por muchos como un ejemplo de emergencia débil.
Emergencia fuerteLa emergencia fuerte hace referencia a propiedades independientes de toda observación y con «poderes» causales propios. Se trata de propiedades intrínsecas al sistema y que actúan con los otros constituyentes del mismo de un modo original. La emergencia de la vida a partir de lo inanimado o de la mente a partir del sistema nervioso son los ejemplos clásicos de emergencia fuerte. Así, por ejemplo, se habla de causalidad descendente (downward causation, término acuñado por Donald Campbell en 1974) cuando las propiedades del nivel emergente tienen efectos causales sobre las propiedades o procesos de nivel inferior. Campbell alude para ilustrarlo al caso de la selección natural: el organismo como un todo (extendido en el tiempo en sucesivas generaciones) tiene un efecto causal sobre las moléculas de ADN, ya que es el organismo (el fenotipo como un todo) el que se selecciona causando un cambio en las frecuencias y disposiciones de sus componentes de micronivel (los nucleótidos de ADN en el genotipo). A pesar de que el ejemplo característico de Campbell es el de la evolución (una forma de emergencia diacrónica) el uso del concepto de causación descendente se ha extendido en el ámbito de la filosofía de la mente y se usa para hacer referencia al poder causal de propiedades mentales (como la intencionalidad o el deseo) sobre las físicas; p.e. el efecto causal de la intención de mover un objeto (nivel emergente, psicológico o mental) sobre la posición del objeto (nivel inferior, físico).

### Emergencia epistemológica y ontológica
El concepto de emergencia puede definirse en función de criterios ontológicos (relativos a la estructura de la realidad misma) o epistemológicos (relativos a la capacidad del ser humano de conocer esa realidad).
Emergencia epistemológicaDesde el punto de vista epistemológico, la emergencia hace referencia a la imposibilidad del observador de predecir el surgimiento de propiedades nuevas en el sistema que estudia. Cariani (1989, 1991) ha definido este tipo de emergencia como emergencia en relación a un modelo. Según esta concepción, dado un modelo del funcionamiento de un sistema, se da un fenómeno emergente si para predecir su comportamiento adecuadamente, es necesario introducir un nuevo elemento o propiedad en el modelo (que no sea la mera combinación de sus elementos anteriores).
Emergencia ontológicaEl emergentismo ontológico contempla el problema desde la perspectiva de las propiedades intrínsecas del sistema, independiente de su relación epistémica con un sujeto. Según esta concepción, el mundo físico está constituido por estructuras físicas, simples o compuestas, pero estas últimas no son siempre meros agregados de las simples. Los distintos niveles organizativos tienen una autonomía tanto esencial como causal que requerirá tanto conceptos como leyes distintas.
Muchos autores consideran que la emergencia epistemológica es un tipo de emergencia débil, ya que depende de las capacidades predictivas del observador. Sin embargo, el problema radica en la imposibilidad de decir algo sobre la realidad si no es presuponiendo un aparato teórico y la dificultad de distinguir, en última instancia, entre qué propiedades son epistemológicas y cuáles ontológicas.

### Emergencia diacrónica y sincrónica

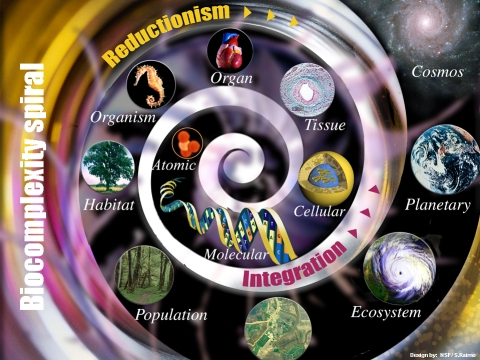
Los emergentistas buscan comprender la complejidad del universo como una jerarquía de niveles emergentes. Las teorías de la emergencia sincrónica buscan explicar cómo se relacionan entre sí los diversos niveles de organización. Las de la emergencia diacrónicaa su aparición como resultado de la evolución.

Emergencia diacrónicaDesde el punto de vista diacrónico, la emergencia se define como una relación temporal entre los estadios que un sistema atraviesa desde un estadio simple a otro complejo. En este contexto, la emergencia se identifica con la impredecibilidad: las propiedades emergentes son propiedades de los sistemas complejos que no pueden ser predichas a partir del estado pre-emergente. La impredecibilidad es una propiedad epistemológica, pues no implica indeterminismo.
Mark Bedau (1997) define este tipo de emergencia como «emergencia débil»: en estos casos, los estados macroscópicos pueden deducirse (no siempre predecirse con exactitud) a partir del conocimiento de la microdinámica del sistema y de las condiciones externas, pero solo mediante su simulación. Es el caso de los sistemas caóticos, cuya no-linearidad les hace sensiblemente dependientes de las condiciones iniciales.
Emergencia sincrónicaDesde el punto de vista sincrónico, la emergencia se define en el contexto de las relaciones entre los niveles micro y macro de un sistema. Desde esta perspectiva, la emergencia se identifica con la irreducibilidad conceptual: las propiedades y leyes emergentes son rasgos sistémicos de sistemas complejos gobernadas por leyes irreducibles a las de la física por razones conceptuales (tales patrones macroscópicos no pueden ser aprehendidos por los conceptos y la dinámica de la física).
Este es el tipo de emergencia definido por Paul Teller y Andy Clark. Para Paul Teller (1992), una propiedad es emergente si y sólo si no es explícitamente definible en términos de las propiedades no relacionales de cualquiera de las partes del objeto en cuestión. Andy Clark (1996) sugiere que un fenómeno es emergente solo en el caso de que sea mejor comprendido atendiendo a los valores cambiantes de una variable colectiva. Una variable colectiva es aquella que dibuja el patrón resultante de las interacciones entre múltiples elementos de un sistema (en teoría de sistemas dinámicos la variable colectiva es también llamada parámetro de control). Cuando la variable colectiva incluye elementos tanto internos como externos al sistema, estamos ante un fenómeno de emergencia interactiva (Hendrick-Jansen, 1996).

### Emergencia como superveniencia
Gran parte de la filosofía analítica define la emergencia en términos de superveniencia: un grupo de propiedades X (nivel macro o emergente) superviene de un grupo de propiedades Y (nivel micro) cuando las propiedades del grupo X están determinadas por las del grupo Y.

#### Versiones alternativas a la emergencia como superveniencia
Varios autores se han opuesto a la definición de la emergencia como superveniencia, entendiendo que la relación entre propiedades primitivas y emergentes no tiene porqué ser unívocamente causal:
- Timothy O'Connor (2000) acude a la indeterminación cuántica: si los fenómenos cuánticos no están determinados, entonces los fenómenos que siguen a un estado indeterminado pueden ser diversos. Así, un electrón puede ser onda o partícula (propiedades emergentes) a partir de un mismo estado de indeterminación (propiedades pre-emergentes).
- Paul Humphreys (1997) define las propiedades emergentes como resultado de una «fusión» entre entidades primitivas que, al formar parte de una unidad superior y dejar de existir como unidades separadas, pierden algunos de sus poderes causales, mientras que las unidades emergentes adquieren otros nuevos. La emergencia no es aquí superveniencia, pues las condiciones basales no coexisten con el rasgo emergente.

## Ejemplos de emergencia

### Biología
Muchos de los rasgos y procesos estudiados por las ciencias biológicas son considerados emergentes:
- En biología evolutiva, la teoría jerárquica de la evolución sostiene que la selección actúa sobre individuos evolutivos a muchos niveles jerárquicos (genes, organismos, demes, especies, clados). Desde esta perspectiva, la selección de nivel superior se define como la proliferación diferencial de individuos evolutivamente relevantes basada en la interacción causal de sus propiedades (emergentes) con los entornos circundantes y no en el efecto de propiedades características de los individuos de niveles inferiores.
- En biología del desarrollo, las teorías epigenetistas se oponen al reduccionismo genético que considera a la ontogénesis como resultado de un mapeo lineal entre genes y caracteres fenotípicos. En particular, se defiende que el desarrollo animal es resultado de la interacción no lineal entre distintos niveles organizativos (genético, celular y tisular) irreducibles entre sí. Estas teorías del desarrollo han tenido, a su vez, una repercusión importante en la concepción de la evolución.
- La biología de sistemas busca integrar la enorme cantidad de datos generados por la biología molecular en modelos sistémicos de procesos biológicos generalmente con la ayuda de simulaciones por ordenador. Es el caso de las redes regulatorias genéticas, epigenéticas, metabólicas, etc.
- La definición e investigación de la organización básica de la vida como fenómeno emergente de las interacciones no lineales que constituyen las redes metabólicas y genéticas busca recuperar el espíritu holista del vitalismo en el nuevo marco de las ciencias de la complejidad. Algunos autores (Moreno y Umerez 2000) argumentan que la relación entre metabolismo y ADN es del tipo de la «causación descendente».

Algunos autores prefieren hablar de «efectos holísticos» para evitar sesgos creacionistas y subrayar el carácter material de los procesos biológicos (Ugarte Pérez, 2021: 471-486).

### Filosofía de la mente y ciencias cognitivas

Imagen de un cerebro humano obtenida por RMF. Las medidas de resonancia magnética permiten comprender la mente como un ejemplo de emergencia a través de la actividad sincronizada (global) de los disparos neuronales.

Sin duda, el fenómeno emergente que más literatura ha producido es el de la mente y la consciencia. El propio Stuart Mill consideraba que las sensaciones (como el sabor o el olor) eran propiedades últimas no reducibles a las propiedades físicas de los objetos. Hoy en día se sigue defendiendo que la mente es un fenómeno emergente (Searle 1992, 1999).
Distintas corrientes en psicología toman distinta postura en cuanto al papel de la mente.
En ciencias cognitivas destaca el uso del concepto de emergencia en robótica situada. Ingenieros como Luc Steels han llegado a desarrollar incluso una teoría del funcionalismo emergente (Steels, 1991) para referirse a los principios de diseño robóticos en los que se explota la interacción recurrente entre el robot y su entorno y entre los diferentes componentes del controlador del robot para conseguir una conducta funcional no descomponible.
La psicología de la Gestalt destaca por su concepción holista de la mente como una totalidad indivisible, única en cada persona.

### Vida artificial y simulaciones computacionales
La vida artificial es fuente de innumerables ejemplos que han sido utilizados para ilustrar los conceptos de autoorganización y emergencia. Entre ellos destacan: la simulación de bandadas de pájaros de Craig Reynols, los modelos de inteligencia emergente o colectiva en hormigas, termitas y abejas, y patrones emergentes en autómatas celulares. El modelo basado en agente son tipos de modelo computacional que permite la simulación de acciones e interacciones de individuos autónomos dentro de un entorno, y permite determinar qué efectos emergentes producen en el conjunto del sistema.